# Sportverein Wehen 1926 Taunusstein 2015-2016
Questa voce raccoglie le informazioni riguardanti lo Sportverein Wehen 1926 Taunusstein nelle competizioni ufficiali della stagione 2015-2016.

## Stagione
Nella stagione 2015-2016 il Wehen Wiesbaden, allenato da Sven Demandt, Christian Hock e Torsten Fröhling, concluse il campionato di 3. Liga al 16º posto.

## Rosa
| N. |                     | Ruolo | Calciatore        |
| -- | ------------------- | ----- | ----------------- |
| 1  | Germania (bandiera) | P     | Markus Kolke      |
| 3  | Germania (bandiera) | D     | Michael Vitzthum  |
| 4  | Germania (bandiera) | C     | Sven Mende        |
| 5  | Germania (bandiera) | D     | Fabian Franke     |
| 6  | Germania (bandiera) | C     | Patrick Funk      |
| 7  | Germania (bandiera) | C     | Timm Golley       |
| 9  | Germania (bandiera) | A     | Patrick Mayer     |
| 10 | Germania (bandiera) | A     | Torsten Oehrl     |
| 11 | Germania (bandiera) | A     | Christian Cappek  |
| 13 | Germania (bandiera) | A     | Marius Kleinsorge |
| 14 | Germania (bandiera) | D     | Thomas Geyer      |
| 15 | Polonia (bandiera)  | C     | David Blacha      |
| 16 | Germania (bandiera) | D     | Niklas Dams       |
| 17 | Germania (bandiera) | D     | Daniel Wein       |

| N. |                     | Ruolo | Calciatore         |
| -- | ------------------- | ----- | ------------------ |
| 17 | Germania (bandiera) | C     | Kevin Pezzoni      |
| 18 | Germania (bandiera) | D     | Steven Ruprecht    |
| 19 | Germania (bandiera) | P     | Niklas Reichel     |
| 20 | Germania (bandiera) | C     | Marc Lorenz        |
| 21 | Germania (bandiera) | A     | Jann Bangert       |
| 22 | Germania (bandiera) | C     | Perric Afari       |
| 23 | Germania (bandiera) | D     | Alf Mintzel        |
| 24 | Germania (bandiera) | A     | Luca Schnellbacher |
| 25 | Germania (bandiera) | P     | Maximilian Reule   |
| 28 | Germania (bandiera) | C     | Nils-Ole Book      |
| 29 | Polonia (bandiera)  | A     | Jarosław Lindner   |
| 30 | Germania (bandiera) | A     | Francesco Teodonno |
| 31 | Polonia (bandiera)  | C     | Sebastian Mrowca   |
| 32 | Germania (bandiera) | C     | Kevin Schindler    |

## Organigramma societario
Area tecnica
- Allenatore: Torsten Fröhling
- Allenatore in seconda: Bernd Heemsoth
- Preparatore dei portieri: Steffen Vogler
- Preparatori atletici: Sebastian Wagener

## Calciomercato

### Sessione estiva
| Acquisti | Acquisti         | Acquisti               | Acquisti |
| R.       | Nome             | da                     | Modalità |
| -------- | ---------------- | ---------------------- | -------- |
| A        | Torsten Oehrl    | Eintracht Braunschweig |          |
| A        | Jarosław Lindner | Holstein Kiel          |          |
| D        | Niklas Dams      | Servette               |          |
| D        | Fabian Franke    | RB Lipsia              |          |
| C        | Marc Lorenz      | Arminia Bielefeld      |          |
| A        | Patrick Mayer    | Heidenheim             |          |
| C        | Sven Mende       | Amburgo                |          |
| C        | Kevin Pezzoni    | Wohlen                 |          |
| P        | Maximilian Reule | Chemnitz               |          |
| D        | Michael Vitzthum | Heidenheim             |          |

| Cessioni | Cessioni           | Cessioni             | Cessioni |
| R.       | Nome               | a                    | Modalità |
| -------- | ------------------ | -------------------- | -------- |
| A        | Soufian Benyamina  | Hansa Rostock        |          |
| D        | Jonas Acquistapace | Hallescher           |          |
| D        | Joshua Iten        | Wiesbaden            |          |
| C        | Tobias Jänicke     | Hansa Rostock        |          |
| P        | Raphael Laux       | TuS Dietkirchen      |          |
| D        | Robert Müller      | Aalen                |          |
| D        | Alexander Nandzik  | Chemnitz             |          |
| A        | Alexander Riemann  | Wacker Innsbruck     |          |
| A        | José Vunguidica    | Sandhausen           |          |
| D        | Michael Wiemann    | Atlético Baleares    |          |
| C        | Niklas Zeller      | TSV Steinbach Haiger |          |

### Sessione invernale
| Acquisti | Acquisti         | Acquisti        | Acquisti |
| R.       | Nome             | da              | Modalità |
| -------- | ---------------- | --------------- | -------- |
| C        | Timm Golley      | FSV Francoforte |          |
| A        | Christian Cappek | Chemnitz        |          |

| Cessioni | Cessioni       | Cessioni | Cessioni |
| R.       | Nome           | a        | Modalità |
| -------- | -------------- | -------- | -------- |
| C        | Jonatan Kotzke | Aalen    |          |

## Risultati

### 3. Liga

#### Girone di andata
| Wiesbaden 25 luglio 2015, ore 14:00 CEST 1ª giornata | Wehen Wiesbaden | 0 – 0 referto | Kickers Würzburg | BRITA-Arena (2 234 spett.)\| Arbitro: \| Steinhaus-Webb \| |
| Arbitro:                                             | Steinhaus-Webb  |               |                  |                                                            |

| Erfurt 1º agosto 2015, ore 14:00 CEST 2ª giornata | Rot-Weiß Erfurt | 0 – 0 referto | Wehen Wiesbaden | Steigerwaldstadion (4 674 spett.)\| Arbitro: \| Kempter \| |
| Arbitro:                                          | Kempter         |               |                 |                                                            |

| Arbitro: | Mix |

|         |           |                  |
| Dams 8’ | Marcatori | 34’ (rig.) Höler |

| Arbitro: | Sippel |

|                                       |           |  |
| Brügmann 35’ Bertram 63’ Furuholm 67’ | Marcatori |  |

| Arbitro: | Bläser |

|                               |           |            |
| Schindler 69’, 81’ Blacha 90’ | Marcatori | 62’ Manneh |

| Arbitro: | Waschitzki-Günther |

|             |           |  |
| Dartsch 83’ | Marcatori |  |

| Arbitro: | Hussein |

|                                              |           |  |
| Schnellbacher 66’ Schindler 74’ Vitzthum 80’ | Marcatori |  |

| Arbitro: | Kampka |

|                                                    |           |  |
| Álvarez 5’ Pisot 47’ (rig.) Groß 52’ Ornatelli 56’ | Marcatori |  |

| Arbitro: | Koslowski |

|                                       |           |                                            |
| Schnellbacher 27’ Lorenz 72’ Sène 90’ | Marcatori | 18’ Braun-Schumacher 42’ Badiane 57’ Berko |

| Arbitro: | Schütz |

|                            |           |                   |
| Drexler 39’, 90’ Ojala 86’ | Marcatori | 14’ Schnellbacher |

| Wiesbaden 26 settembre 2015, ore 14:00 CEST 11ª giornata | Wehen Wiesbaden | 0 – 0 referto | Hansa Rostock | BRITA-Arena (3 179 spett.)\| Arbitro: \| Zorn \| |
| Arbitro:                                                 | Zorn            |               |               |                                                  |

| Arbitro: | Börner |

|                        |           |               |
| Kauko 54’ Bouziane 90’ | Marcatori | 5’, 16’ Oehrl |

| Arbitro: | Reichel |

|                                |           |             |
| Oehrl 18’, 38’ Book 57’ (rig.) | Marcatori | 72’ Czichos |

| Arbitro: | Dietz |

|            |           |  |
| Malone 84’ | Marcatori |  |

| Arbitro: | Kempkes |

|                |           |           |
| Breitkreuz 90’ | Marcatori | 12’ Oehrl |

| Arbitro: | Storks |

|                              |           |                         |
| Lorenz 20’ Schnellbacher 77’ | Marcatori | 50’ Testroet 90’ Hefele |

| Münster 21 novembre 2015, ore 14:05 CET 17ª giornata | Preußen Münster | 0 – 0 referto | Wehen Wiesbaden | Preußenstadion (5 834 spett.)\| Arbitro: \| Steinhaus-Webb \| |
| Arbitro:                                             | Steinhaus-Webb  |               |                 |                                                               |

| Arbitro: | Kornblum |

|                       |           |                        |
| Oehrl 8’ Ruprecht 89’ | Marcatori | 19’ Röttger 66’ Breier |

| Arbitro: | Zorn |

|              |           |                                   |
| Wanitzek 21’ | Marcatori | 56’ (rig.) Book 73’ Schnellbacher |

#### Girone di ritorno
| Würzburg 12 dicembre 2015, ore 14:00 CET 20ª giornata | Kickers Würzburg | 0 – 0 referto | Wehen Wiesbaden | flyeralarm Arena (3 301 spett.)\| Arbitro: \| Börner \| |
| Arbitro:                                              | Börner           |               |                 |                                                         |

| Arbitro: | Huber |

|                                                 |           |  |
| Schindler 25’ Uzan 76’ (aut.) Schnellbacher 84’ | Marcatori |  |

| Magonza 23 gennaio 2016, ore 14:00 CET 22ª giornata | Magonza II | 0 – 0 referto | Wehen Wiesbaden | Stadion am Bruchweg (891 spett.)\| Arbitro: \| Winkmann \| |
| Arbitro:                                            | Winkmann   |               |                 |                                                            |

| Arbitro: | Alt |

|               |           |  |
| Schindler 12’ | Marcatori |  |

| Arbitro: | Schult |

|            |           |  |
| Kazior 60’ | Marcatori |  |

| Arbitro: | Schmidt |

|           |           |               |
| Oehrl 41’ | Marcatori | 54’ Danneberg |

| Arbitro: | Schwermer |

|                                               |           |               |
| Biada 1’, 61’ Ruprecht 36’ (aut.) Dahmani 56’ | Marcatori | 58’ Schindler |

| Arbitro: | Jöllenbeck |

|  |           |                        |
|  | Marcatori | 27’ Savran 60’ Álvarez |

| Arbitro: | Waschitzki-Günther |

|               |           |  |
| Mvibudulu 71’ | Marcatori |  |

| Arbitro: | Skorczyk |

|  |           |                   |
|  | Marcatori | 27’ (aut.) Lorenz |

| Arbitro: | Schlager |

|                                        |           |  |
| Platje 22’ Ziemer 55’, 58’ Andrist 83’ | Marcatori |  |

| Wiesbaden 19 marzo 2016, ore 14:00 CET 31ª giornata | Wehen Wiesbaden | 0 – 0 referto | Energie Cottbus | BRITA-Arena (2 198 spett.)\| Arbitro: \| Hussein \| |
| Arbitro:                                            | Hussein         |               |                 |                                                     |

| Arbitro: | Schwermer |

|             |           |                   |
| Schmidt 90’ | Marcatori | 23’ Schnellbacher |

| Wiesbaden 8 aprile 2016, ore 19:00 CEST 33ª giornata | Wehen Wiesbaden | 0 – 0 referto | Magdeburgo | BRITA-Arena (3 002 spett.)\| Arbitro: \| Schult \| |
| Arbitro:                                             | Schult          |               |            |                                                    |

| Arbitro: | Gerach |

|            |           |  |
| Lindner 2’ | Marcatori |  |

| Arbitro: | Schlager |

|                                                    |           |  |
| Kutschke 46’ Eilers 57’ Stefaniak 82’ Väyrynen 87’ | Marcatori |  |

| Arbitro: | Badstübner |

|  |           |                             |
|  | Marcatori | 22’ Hoffmann 89’ Laprévotte |

| Arbitro: | Thomsen |

|  |           |                     |
|  | Marcatori | 15’ (rig.) Ruprecht |

| Arbitro: | Schröder |

|                                         |           |                     |
| Oehrl 14’ Schnellbacher 83’ Mintzel 90’ | Marcatori | 78’ (rig.) Gabriele |

## Statistiche

### Statistiche di squadra
| Competizione | Punti | In casa | In casa | In casa | In casa | In casa | In casa | In trasferta | In trasferta | In trasferta | In trasferta | In trasferta | In trasferta | Totale | Totale | Totale | Totale | Totale | Totale | DR  |
| Competizione | Punti | G       | V       | N       | P       | Gf      | Gs      | G            | V            | N            | P            | Gf           | Gs           | G      | V      | N      | P      | Gf     | Gs     | DR  |
| ------------ | ----- | ------- | ------- | ------- | ------- | ------- | ------- | ------------ | ------------ | ------------ | ------------ | ------------ | ------------ | ------ | ------ | ------ | ------ | ------ | ------ | --- |
| 3. Liga      | 43    | 19      | 7       | 9       | 3       | 26      | 17      | 19           | 2            | 7            | 10           | 9            | 31           | 38     | 9      | 16     | 13     | 35     | 48     | -13 |
| Totale       | 43    | 19      | 7       | 9       | 3       | 26      | 17      | 19           | 2            | 7            | 10           | 9            | 31           | 38     | 9      | 16     | 13     | 35     | 48     | -13 |

### Andamento in campionato
| Giornata  | 1 | 2  | 3  | 4  | 5  | 6  | 7  | 8  | 9  | 10 | 11 | 12 | 13 | 14 | 15 | 16 | 17 | 18 | 19 | 20 | 21 | 22 | 23 | 24 | 25 | 26 | 27 | 28 | 29 | 30 | 31 | 32 | 33 | 34 | 35 | 36 | 37 | 38 |
| --------- | - | -- | -- | -- | -- | -- | -- | -- | -- | -- | -- | -- | -- | -- | -- | -- | -- | -- | -- | -- | -- | -- | -- | -- | -- | -- | -- | -- | -- | -- | -- | -- | -- | -- | -- | -- | -- | -- |
| Luogo     | C | T  | C  | T  | C  | T  | C  | T  | C  | T  | C  | T  | C  | T  | T  | C  | T  | C  | T  | T  | C  | T  | C  | T  | C  | T  | C  | T  | C  | T  | C  | T  | C  | C  | T  | C  | T  | C  |
| Risultato | N | N  | N  | P  | V  | P  | V  | P  | N  | P  | N  | N  | V  | P  | N  | N  | N  | N  | V  | N  | V  | N  | V  | P  | N  | P  | P  | P  | P  | P  | N  | N  | N  | V  | P  | P  | V  | V  |
| Posizione | 9 | 14 | 13 | 17 | 14 | 17 | 11 | 13 | 15 | 16 | 16 | 16 | 13 | 13 | 13 | 14 | 15 | 15 | 14 | 15 | 12 | 12 | 9  | 11 | 12 | 13 | 15 | 16 | 17 | 19 | 19 | 19 | 19 | 16 | 19 | 19 | 19 | 16 |

Legenda:

Luogo: C = Casa; T = Trasferta. Risultato: V = Vittoria; N = Pareggio; P = Sconfitta.

### Statistiche dei giocatori
| J. Acquistapace  | 1  | 0 | 0  | 0 |
| P. Afari         | 0  | 0 | 0  | 0 |
| J. Bangert       | 0  | 0 | 0  | 0 |
| S. Benyamina     | 3  | 0 | 0  | 0 |
| D. Blacha        | 37 | 1 | 3  | 0 |
| N. Book          | 20 | 2 | 6  | 0 |
| C. Cappek        | 3  | 0 | 0  | 0 |
| N. Dams          | 28 | 1 | 3  | 0 |
| F. Franke        | 8  | 0 | 0  | 0 |
| P. Funk          | 34 | 0 | 10 | 0 |
| T. Geyer         | 34 | 0 | 2  | 0 |
| T. Golley        | 10 | 0 | 2  | 0 |
| M. Kleinsorge    | 2  | 0 | 0  | 0 |
| M. Kolke         | 38 | 0 | 3  | 0 |
| J. Lindner       | 18 | 1 | 1  | 0 |
| M. Lorenz        | 36 | 2 | 10 | 0 |
| P. Mayer         | 8  | 0 | 1  | 0 |
| S. Mende         | 10 | 0 | 2  | 0 |
| A. Mintzel       | 26 | 1 | 4  | 1 |
| S. Mrowca        | 27 | 0 | 4  | 0 |
| T. Oehrl         | 24 | 8 | 4  | 0 |
| K. Pezzoni       | 32 | 0 | 9  | 0 |
| N. Reichel       | 0  | 0 | 0  | 0 |
| M. Reule         | 0  | 0 | 0  | 0 |
| S. Ruprecht      | 21 | 2 | 7  | 0 |
| K. Schindler     | 36 | 6 | 4  | 2 |
| L. Schnellbacher | 30 | 8 | 2  | 0 |
| S. Sène          | 8  | 1 | 0  | 0 |
| F. Teodonno      | 0  | 0 | 0  | 0 |
| M. Vitzthum      | 20 | 1 | 5  | 0 |
| D. Wein          | 11 | 0 | 4  | 0 |